# دوروتی دورکین
دوروتی دوُرکین (انگلیسی: Dorothy Dworkin؛ ‏ ۱۸۸۹ – ۱۳ اوت ۱۹۷۶) ماما، پرستار، کارآفرین و انسان‌دوست برجستهٔ اهل کانادا بود. او در تدارک ساخت نخستین بیمارستان درمانی-آموزشی یهودیان در تورنتو نقش داشت.

## زندگی‌نامه
دوروتی دانش‌آموختهٔ رشتهٔ مامایی در «بیمارستان ماونت ساینای کلیولند» بود و در سال ۱۹۰۹ دیپلم مامایی خود را از بورد ایالتی پزشکی اوهایو دریافت داشت. وی نخستین داروخانهٔ رایگان یهودیان را در تورنتو با کمک برادر و خواهر خود بنیان نهاد. و خودش نخستین پرستار آنجا بود.
دوروتی یکی از بنیان‌گذاران اولیهٔ «بیمارستان ماونت ساینای تورنتو» هم بود که در آغاز «نقاهتگاه یهودیان و بیمارستان مامایی تورنتو» نام داشت. وی همچنین پایه‌گذار نخستین ستاد کمک‌رسانی زنان در تورنتو و نخستین مدیر آن بود که بعدها تبدیل به یک یتیم‌خانه شد.
وی و همسرش هنری دوُرکین که یک سرمایه‌دار و بازرگان قطعات موتور خودرو بود، طی جنگ جهانی دوم به صدها یهودی از شرق اروپا (به‌ویژه کشورهای لهستان، رومانی و لتونی) کمک کردند تا از دست نیروهای نازی گریخته و به کانادا مهاجرت کنند. این دو پس از ماجرای هولوکاست نیز به بازماندگان آن فاجعه در کانادا و سایر کشورهای جهان یاری رساندند. همسر او در سال ۱۹۲۸ در اثر یک سانحهٔ رانندگی درگذشت. تخمین زده می‌شود که بیش از ۲۰٬۰۰۰ نفر در مراسم تشییع جنازهٔ وی شرکت کردند.

## نگارخانه

تصاویری قدیمی از دوروتی دورکین
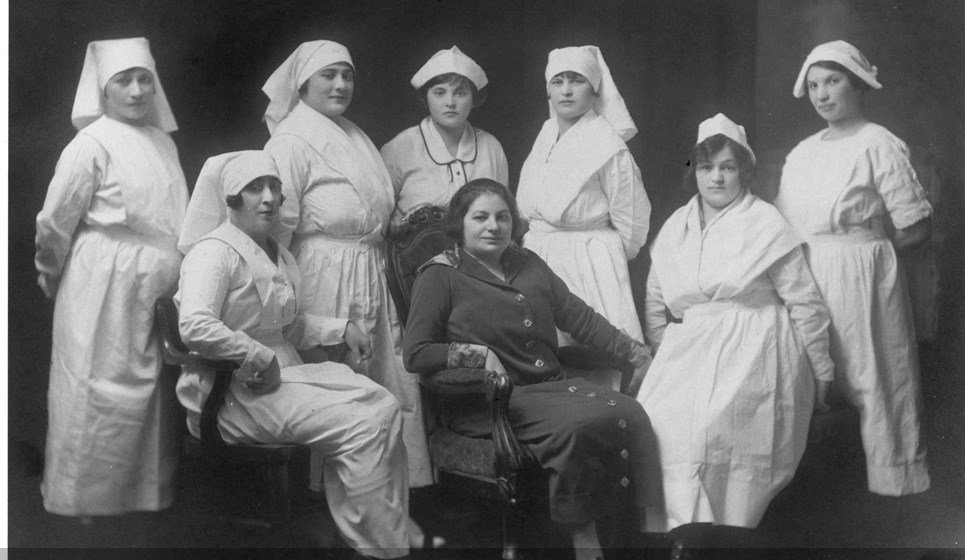
دوروتی دوُرکین (نشسته در وسط تصویر) به همراه اعضای ستاد کمک‌رسانی به بانوان در بیمارستان ماونت ساینای تورنتو، حوالی سال ۱۹۲۳ میلادی
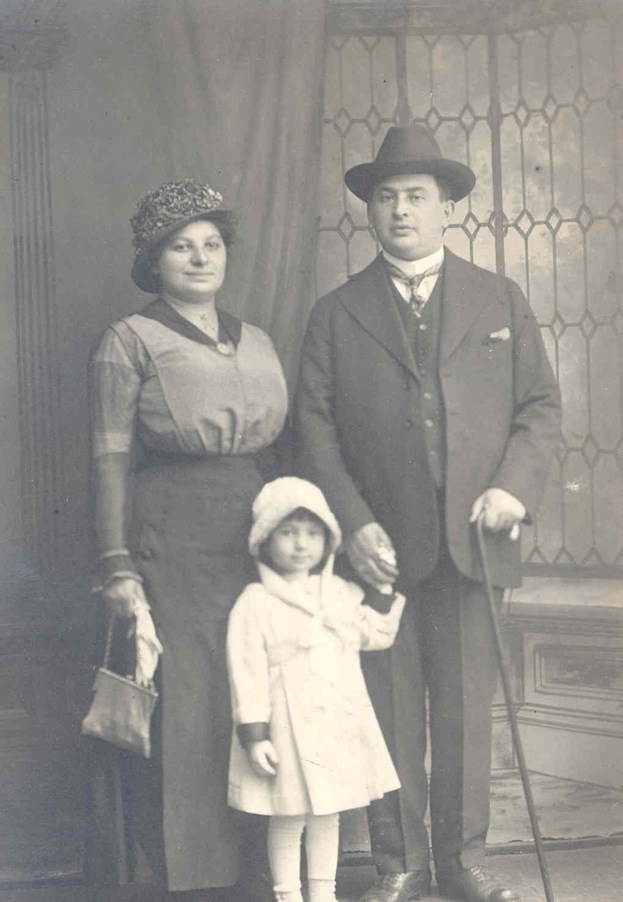
از چپ به راست: دوروتی، اِلِن و هنری دوُرکین در یک آتلیهٔ عکاسی در تورنتو در سال ۱۹۱۵ میلادی